# Syrrhoites barnardi
Syrrhoites barnardi is een vlokreeftensoort uit de familie van de Synopiidae. De wetenschappelijke naam van de soort is voor het eerst geldig gepubliceerd in 1986 door Karaman.